# Bureau de la défense civile
Le Bureau de la défense civile (BDC) est créé par le président Franklin D. Roosevelt en mai 1941. Il est responsable de la planification des programmes de santé communautaires et des soins médicaux à la population civile en cas d'attaque militaire contre les États-Unis. C'est un organisme indépendant et non associé au département de la Guerre des États-Unis. Il est associé au Chemical Corps du département de l'Armée
relativement aux mesures de protection contre les armes chimiques. Les agents du Service de santé publique des États-Unis sont affectés en tant que consultants médicaux aux bureaux de districts locaux du BDC.
Le Bureau de la défense civile (OCD) est une agence du département de la Défense de 1961 à 64. il est remplacé par l'Office of Civil and Defense Mobilization (en). Le bureau a été aboli le 20 juillet 1979 en vertu de l'ordre exécutif 12148 (en). C'était un prédécesseur de la Federal Emergency Management Agency (FEMA).

## Source de la traduction
- (en) Cet article est partiellement ou en totalité issu de l’article de Wikipédia en anglais intitulé « Office of Civil Defense » (voir la liste des auteurs).